# 옥사나 드미트리예바

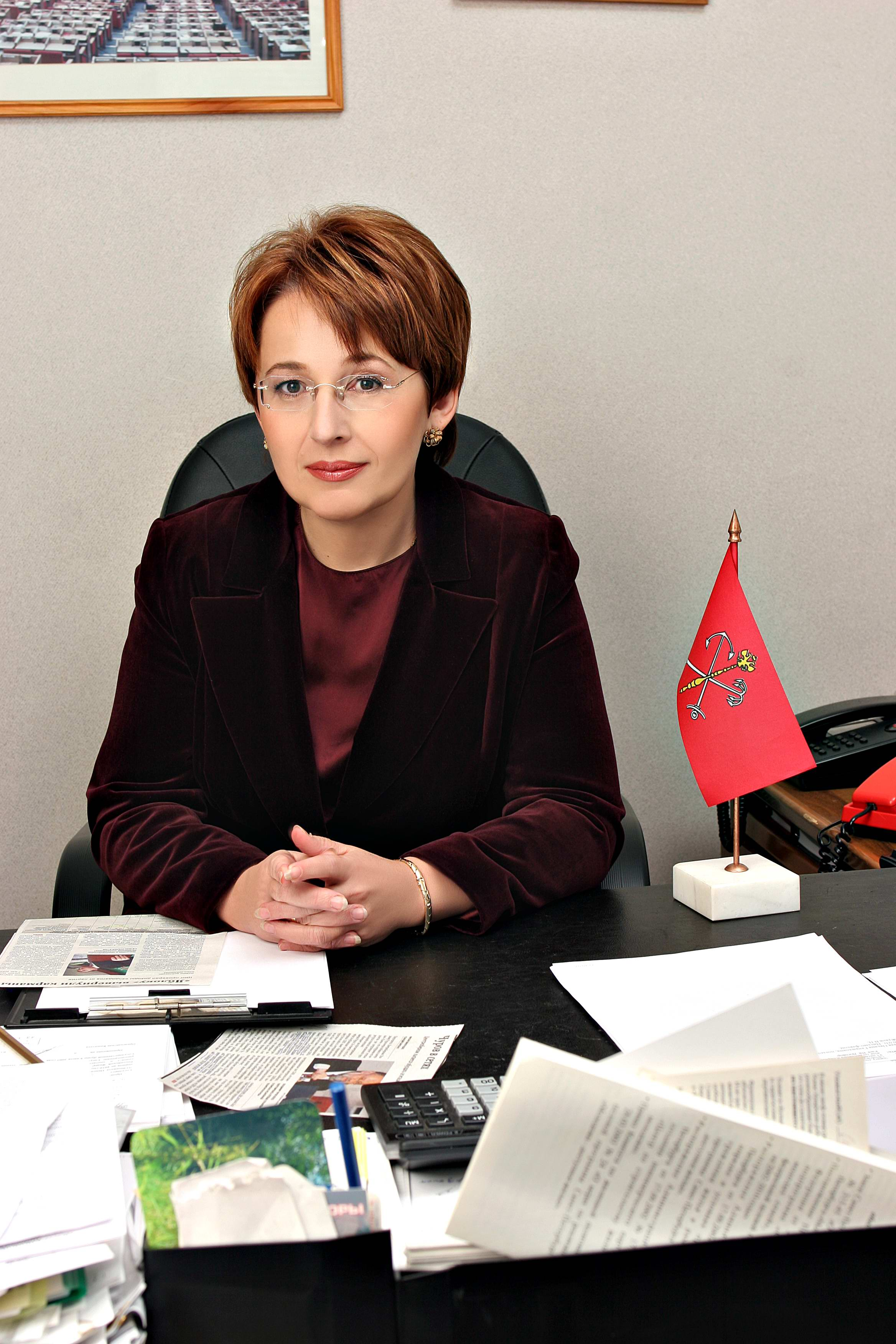
옥사나 드미트리예바

옥사나 겐리호브나 드미트리예바(러시아어: Оксана Генриховна Дмитриева, 1958년 4월 3일 상트페테르부르크 ~ )는 러시아의 정치인이다.
1980년 상트페테르부르크 국립 경제대학교를 졸업했다. 1993년에 실시된 러시아 총선거에서 야블로코 소속으로 출마하여 국가두마 의원으로 당선되었다. 1998년 4월 30일부터 9월 30일까지 세르게이 키리옌코 내각에서 러시아 노동사회개발부 장관을 역임했고 2007년부터 2015년까지 공정 러시아 소속 국가두마 의원을 역임했다. 2016년 9월 18일부터 현재까지 우익활동당 소속 상트페테르부르크 시 의원을 역임하고 있다.